# Av (měsíc)
Av (hebrejsky: אָב‎; z akkadského abu), nazývaný také menachem av (מנחם אב‎, dosl. „utěšitel av“) je jedenáctý měsíc občanského a pátý měsíc biblického židovského kalendáře. Název je babylonského původu a objevuje se v Talmudu již kolem 3. století. Jedná se o letní měsíc, který trvá 30 dní. Podle gregoriánského kalendáře av obvykle připadá na červenec–srpen.
Kvůli tragickým událostem 9. avu se jedná o nejsmutnější měsíc v židovském kalendáři. Smutek je zmírněn dlouho opomíjeným a nepříliš známým menším svátkem 15. avu, který je někdy označován jako „svátek lásky“ a „doba veselí, kdy se dcery jeruzalémské oblékaly do bílých rouch a vydaly se na vinice, kde tancovaly a setkávaly se s mladými muži.“

## Svátky v měsíci av
- Tiš'a be-av – Půst 9. avu
- Tu be-av – 15. av

## Járcajty
5. avJicchak Luria (Ari)
13. avMordechaj Benet (roku 5589 = 1829 o. l.)
14. avChaim Potok (roku 5762 = 2002 o. l.)
16. avJicchak-Me'ir Levin (roku 5731 = 1971 o. l.)
21. avChajim Solovejčik
26. avJoel Teitelbaum (roku 5739 = 1979 o. l.)
27. avJehošua Höschel